# 铁人王进喜
《铁人王进喜》（英語：Wang Jinxi）是中国大陆传记片，导演尹力，编剧刘恒，主演吴刚、黄渤、刘烨。

## 剧情
该片通过一名美国女记者“露茜”在黑龙江省大庆市目睹和记载“王进喜”开采石油的故事，讲述了中华人民共和国建国之初国人乐观向上的进取开拓和奉献牺牲精神。

## 演出
| 演员 | 角色   | 备注  |
| 吴刚 | 王进喜 | [ 7 ] |
| 黄渤 |        |       |
| 刘烨 |        |       |
| 白静 |        |       |

## 制作
该片是庆祝中华人民共和国建国60周年献礼重点影片。
该片拍摄于黑龙江省克拉玛伊油田、大庆油田等地。
导演尹力钦点新人“白静”配合黄渤、刘桦。